# Jia Jun
Jia Jun (chinesisch 賈俊 / 贾俊, Pinyin Jiǎ Jùn; * 17. Juni 1986) ist eine chinesische Tischtennisspielerin. Beim World Junior Circuit 2003 gewann sie Gold. In der Saison 2009/10 trat sie in der deutschen Bundesliga für den FSV Kroppach an und wurde mit dessen Damenmannschaft Deutscher Meister.

## Turnierergebnisse
| Verband | Veranstaltung        | Jahr | Ort            | Land | Einzel     | Doppel        | Mixed | Team |
| ------- | -------------------- | ---- | -------------- | ---- | ---------- | ------------- | ----- | ---- |
| CHN     | Pro Tour             | 2011 | Almería        | ESP  | Qual.      | letzte 16     |       |      |
| CHN     | Pro Tour             | 2011 | Luxemburg      | LUX  | Halbfinale |               |       |      |
| CHN     | Pro Tour             | 2007 | Toulouse       | FRA  | letzte 16  | Viertelfinale |       |      |
| CHN     | Pro Tour             | 2007 | St. Petersburg | RUS  | letzte 16  | letzte 16     |       |      |
| CHN     | Pro Tour             | 2007 | Wels           | AUT  | letzte 64  | letzte 16     |       |      |
| CHN     | World Junior Circuit | 2003 | Wellington     | NZL  | Gold       | Viertelfinale |       |      |